# حرزون (الشحر)
'

تعديل مصدري - تعديل

حرزون هي إحدى قرى عزلة الشحر بمديرية الشحر التابعة لمحافظة حضرموت، بلغ تعداد سكانها 63 نسمة حسب تعداد اليمن لعام 2004.